# Marie Hinze
Marie Hinze (* 12. Oktober 1999) ist eine deutsche Synchronsprecherin und Hörspielsprecherin.

## Leben
Hinze wurde im Jahr 1999 geboren. Sie ist die Tochter von Melanie Hinze, Nichte von Julien Haggége und Enkeltochter von Eva-Maria Werth, allesamt Synchronsprecher. Ihr Vater Matthias Hinze, der wie auch schon ihr Großvater Lothar Hinze Synchronsprecher war, starb im Jahr 2007. Im Alter von 10 Jahren begann sie selbst mit dem Synchronsprechen.

## Synchronrollen (Auswahl)

### Filme
- 2007: Ich glaub, ich lieb meine Frau als Kelly Cooper für Milan Howard
- 2007: Könige der Wellen (Animationsfilm) als Kate
- 2008: Zurück im Sommer als Leslie Lawrence für Brooklynn Proulx
- 2010: Meine Frau, unsere Kinder und ich als Samantha Focker für Daisy Tahan
- 2011: Dream House als Beatrice Atenton für Taylor Geare
- 2014: Zauber einer Weihnachtsnacht als Clementine (Bailee Madison)
- 2015: Northpole: Weihnachten steht vor der Tür als Clementine (Bailee Madison)
- 2017: Der Brotverdiener (Animationsfilm) als Shauzia
- 2018: Blurt – Voll verplappert als Milly Turkel für Daniella Perkins
- 2018: Eighth Grade als Aniyah für Imani Lewis
- 2018: Cargo als Thoomi für Simone Landers
- 2020: Run – Du kannst ihr nicht entkommen als Chloe Sherman für Kiera Allen
- 2022: Rot als Priya
- 2023: Missing als June 'Junebug' Allen für Storm Reid
- 2023: Detektiv Conan – Das schwarze U-Boot für Naomi Argento
- 2024: The Deliverance als Shante Jackson für Demi Singleton

### Serien
- 2014–2015: Sirens als Mackenzie für Ada Grey
- 2015–2016: Best Friends – Zu jeder Zeit als Cyd Ripley für Landry Bender
- 2015–2017: Harveys schnabelhafte Abenteuer (Animations-Fernsehserie) als Fee
- 2015–2019: Die Garde der Löwen (Animations-Fernsehserie) als Fuli
- 2016–2017: Kono Subarashii Sekai ni Shukufuku o! (Animations-Fernsehserie) als Chris
- 2016–2019: The Walking Dead (Staffeln 7 bis 9) als Nabila für Nadine Marissa
- 2016–2017: Backstage als Vanessa Morita für Devyn Nekoda
- 2017: Broadchurch (Staffel 3) als Leah Winterman für Hannah Millward
- 2017–2020: Sunny Day (Animations-Fernsehserie) als Rox
- 2018: Kung Fu Panda: Die Tatzen des Schicksals (Animations-Fernsehserie) als Nu Hai
- 2018: Iroduku: Die Welt in allen Farben als Kohaku Tsukishiro für Kaede Hondo
- 2018–2023: Manifest als Olive Stone für Luna Blaise
- 2018–2020: NOOBees als Laura Calles für Clara Tiezzi
- 2019–2021: The Promised Neverland (Animations-Fernsehserie) als Emma
- seit 2019: Dr. Stone als Kohaku für Manami Numakura
- 2020–2022: Love, Victor als Mia Brooks für Rachel Hilson
- 2021: Fate: The Winx Saga als Aisha für Precious Mustapha
- 2021: Die Bande aus der Baker Street als Bea für Thaddea Graham
- seit 2021: Die Schlümpfe als Schlumpfine für Anna Ramade
- 2021–2023: Gossip Girl (Fernsehserie) als Zoya Lott
- 2022–2023: Das Vermächtnis von Montezuma als Jess Valenzuela für Lisette Olivera
- 2023: Für Brittany O’Grady in The Consultant als Elaine Hayman
- 2023: Für Tomo Aizawa in Tomo Chan is a Girl! als Tomo Aizawa
- 2023: Für Makoto Koichi in Shangri-La Frontier als Kei Uomi/OiKatzo
- 2023: Für Nao Tōyama in Shy als Iko Koishikawa